# Арал-Сай
Арал-Сай (кирг. Арал-Сай) — село в Сузакском районе Джалал-Абадской области Кыргызстана. Входит в состав Ырысского айылного аймака.

## География
Село расположено в юго-восточной части области, на правом берегу реки Чангет, на расстоянии приблизительно 2 километров (по прямой) к востоко-юго-востоку от села Сузак, административного центра района. Абсолютная высота — 708 метров над уровнем моря.

## Население
Согласно оценочным данным Национального статистического комитета Кыргызской Республики, численность населения села на начало 2023 года составляла 3051 человек.
| год     | 2009 | 2014 | 2015 | 2020 | 2021 | 2023 |
| ------- | ---- | ---- | ---- | ---- | ---- | ---- |
| человек | 1971 | 2354 | 2443 | 2888 | 2920 | 3051 |